# Aumetz
Aumetz é uma comuna francesa na região administrativa de Grande Leste, no departamento de Mosela. Estende-se por uma área de 10,35 km². Em 2010 a comuna tinha 2 357 habitantes (densidade: 227,7 hab./km²).